# Bedford Falls Productions
Bedford Falls Productions (również The Bedford Falls Company) – amerykańska firma produkcyjna założona w 1985 roku przez Marshalla Herskovitza i Edwarda Zwicka. Wytwórnia ma swoją siedzibę w Santa Monica, w Kalifornii.
W kwietniu 2001 roku podpisała czteroletnią umowę z niezależnym dystrybutorem Alliance Atlantis.